# Oliphant Islands
Oliphant Islands är en grupp med små öar eller skär i Antarktis. Den ingår i ögruppen Sydorkneyöarna nordost om Antarktiska halvön och ligger på sydsudan av Signy Island. Argentina och Storbritannien gör anspråk på området.